# Fluorescens
Fluorescens eller fotoluminescens (eng. Photoluminiscense) er en form for luminiscens, hvor et stof (en transducer, en fluorofor) optager energi i form af stråling og genudsender energien som synligt lys.
Det fluorescerende stof kan optage energien ved påvirkning med elektroner, ultraviolet lys, kortbølget synligt lys eller energirige partikler. Fluorescens kan udsendes af uorganiske stoffer og af små såvel som store, komplekse organiske forbindelser.
Fluorescensen udsendes samtidig med påvirkningen. Hvis synligt lys udsendes mere end
10-8 sekund efter påvirkningen, kaldes fænomenet fosforescens og det forforiserende stof for et lysstof eller en fosfor(med tryk på anden stavelse; efter engelsk phosphor). Forskellen mellem fosforer og fluoroforer beror på naturen af den aktiverede tilstand, men der er ikke nogen skarp grænse mellem fosforer og fluoroforer. Både fosforer og fluoroforer betegnes som luminiforer eller fotoluminiforer.
Nobelprisen i kemi i 2008 blev tildelt forskerne Osamu Shimomura, Martin Chalfie og Roger Y. Tsien, der identificerede og isolerede grønt fluorescerende protein fra vandmanden Aequorea victoria. Mærkning med og måling af fluorescens har haft en stor betydning for biologiske og biokemiske landvindinger inden for bl.a. funktionen af proteiner. Teknikker som immunofluorescens og immunohistokemi er blevet uundværlige for det moderne biologiske laboratorium, se her for en oversigt over metoder på engelsk.
Fluorescens er et fysisk fænomen, der finder udstrakt anvendelse i dagligdagen, fra belysning over optisk hvide i vaskepulver til farvestoffer i beskyttelsesbeklædning og farvestifter.

## Energioverførsel
Forklaring af Jablonski-diagrammet.
Lysfænomenet beror på energioverførsel. En elektron absorberer en foton med høj energi og bliver løftet til et højere energiniveau. Elektronen er blevet exciteret (anslået eller aktivereret). Systemet henfalder igen til grundniveauet ved udsendelse af en foton. Den udgående foton vil altid have lavere energi end den indgående foton, dvs den udgående stråling vil altid have længere bølgelængde end den indgående stråling.
Flere fysiske fænomerer forklares på den samme måde ved energioverførsel: fluorescens, fosforescens, katodeluminescens og polarlys

## Naturlig forekomst
Det har vist sig at naturligt forekomst af fluorescens er ganske almindelig blandt levende organismer, kaldet biofluorescens.

### Biofluorescens
- Fugle[7]
- Koraller[8]
- Gopler, vandmænd
- Springharer (afrikanske gnavere)[9]
- Næbdyr[10], kameleoner, frøer og namibiske geckoer.[11]

- Fisk[12][13]
- Leddyr
- Planter Blomster, klorofyl[14], phycoerythriner og mange andre plantefarvestoffer
- Alger
- Bakterier[15]

## Eksempler på fluorescerende stoffer
Mange fluorescerende stoffer er små molekyler med 20 til 100 atomer (200 - 1000 Dalton) som f.eks. tryptofan og porfyriner. 
Mange større molekyler fluorescerer også såsom proteiner, f.eks. Green Fluorescent Protein (GFP) på 26 kDa fra vandmanden ’’Aequorea victoria’’, det mest kendte fluoriserende protein. Se her for en engelsk liste over fluoroforer.

## Røntgen-fluorescens
Ved bestråling med højenergi-stråling (Røntgen-stråler) afgiver atomer et emissionsspektrum, der ligger i Røntgen-området, men med lavere energi end påvirkningen. Hvert grundstof har sit unikke emissionsspektrum som et fingeraftryk. Ved Røntgen-fluorescensspektroskopi kan prøver analyseres for indholdet af grundstoffer.

## Anvendelser
Fænomenet fluorescens anvendes til utallige formål:
- Belysning, lysstofrør
- Tekstilfarver, sikkerhedsbeklædning, sikkerhedsudstyr
- Mærkning af makroskopiske emner, pengesedler, frimærker
- Mærkning af mikroskopiske emner, identifikation af celler (bakterier, cancerceller),sekventering af DNA, cellekomponenter (organeller, proteiner)[19]
- Monitering af plantevækst og algeopblomstring[20]